# Agapetus dagunagari
Agapetus dagunagari är en nattsländeart som beskrevs av Malicky 1995. Agapetus dagunagari ingår i släktet Agapetus och familjen stenhusnattsländor. Inga underarter finns listade i Catalogue of Life.